# Догадов, Александр Иванович
Алекса́ндр Ива́нович Дога́дов (8 [20] августа 1888, Каипы, Казанская губерния — 26 октября 1937, Москва) — советский государственный, партийный и профсоюзный деятель.
Член партии с 1905 года, кандидат в члены ЦКК (1921—1922), член ЦК (1924—1930, кандидат в члены в 1930—1934), член Оргбюро ЦК (02.06.1924 — 13.07.1930, кандидат 13.07.1930 — 2.10.1932). Член КСК с 1934 года.
Член ЦИК СССР, член его Президиума (1929—1931, кандидат в члены в 1924—1929).

## Биография
Родился 8 (20) августа 1888 года в с. Каип Казанской губернии (ныне — Лаишевский район) в семье садовника. Окончил городское училище Царёвосанчурска. С 1903 года работал на Казанском чугунолитейном заводе. В 1905 году принят в Казанскую организацию РСДРП, состоял в партийной боевой дружине.
Лидер организованного в 1906 году Казанского профсоюза металлистов, член секретариата Казанского Центрального нелегального Бюро профсоюзов. Участник революции 1905—1907 годов.
В 1907 году был арестован и сослан в Усть-Сысольск, входил в Усть-Сысольскую группу РСДРП. По возвращении из ссылки с 1909 года работал в Баку литейщиком, масленщиком на промысле Бабаева; вёл партийную работу совместно с С. Шаумяном, Енукидзе и другими большевиками. Бакинской партийной организацией в конце 1910 года был отправлен в партийную школу в Лонжюмо под Парижем, учёба в школе продолжалась 4 месяца до 17 августа 1911 года.
С осени 1911 года на партийной работе в Казани, от казанской организации был избран делегатом 6-й (Пражской) конференции РСДРП. По возвращении в Россию был арестован 10 марта 1912 года в Петербурге и сослан в Яранск Вятской губернии.
В 1914 году мобилизован в царскую армию, воевал до 1918 года на Юго-Западном и Румынском фронтах. В 1917 году избирался председателем бригадного, дивизионного и армейского комитетов.
Участник Февральской и Октябрьской революций.
С февраля 1918 года работал в Казани: инструктор, председатель Совета профсоюзов Казанского промышленного района (губпрофсовета), член Президиума Совета народного хозяйства Казанской губернии; в 1920—1921 годы — нарком труда Татарской АССР (в первом Совнаркоме ТАССР) и председатель Татарского Совета профессиональных союзов. Был в числе выступавших против образования Татарской автономии.
С 25 мая 1921 по 1 июня 1929 года — секретарь ВЦСПС; одновременно — член Президиума ВЦСПС (25.5.1921 — 19.5.1930), заместитель представителя, представитель ВЦСПС в Совете Труда и Обороны РСФСР, член Бюро Красного Интернационала профсоюзов. С 1 июня 1929 по 19 мая 1930 года — 1-й секретарь ВЦСПС. В этот же период (1921—1930) являлся членом ВЦИК 10-го (1922—1924) и 13-го (1927—1929) созывов, членом Союзного Совета ЦИК 4-го созыва (1927—1929) и занимал выборные партийные должности: кандидат в члены Центральной Контрольной Комиссии РКП(б) (16.3.1921 — 27.3.1922), член ЦК партии (31.5.1924 — 26.6.1930), член Организационного бюро ЦК партии (2.6.1924 — 26.6.1930).
В 1930—1931 годы — заместитель председателя ВСНХ СССР; одновременно — кандидат в члены ЦК ВКП(б) (13.7.1930 — 26.1.1934), кандидат в члены Организационного бюро ЦК ВКП(б) (13.7.1930 — 2.10.1932).
В 1931—1934 годы — народный комиссар рабоче-крестьянской инспекции ЗСФСР; одновременно — председатель Закавказской краевой контрольной комиссии ВКП(б) (1931 — 15.1.1934), кандидат в члены Президиума Центральной Контрольной Комиссии ВКП(б) (4.2.1932 — 26.1.1934).
С 1934 года — уполномоченный Комиссии советского контроля при СНК СССР по Свердловской области, одновременно (с 11.2.1934) — член Комиссии советского контроля при СНК СССР.
Делегат XIII (1924), XIV (1925), XV (1926), XVI (1929) и XVII (1932) партийных конференций; XI (1922), XII (1923), XIII (1924), XIV (1925), XV (1927), XVI (1930) и XVII (1934) съездов партии.
В мае 1937 года решением Политбюро ЦК исключён из партии. Арестован 21 июня 1937 года; 26 октября того же года по обвинению в антисоветской террористической деятельности военной коллегией Верховного суда СССР приговорён к расстрелу и в тот же день расстрелян. Вместе с А. И. Догадовым были арестованы его жена Мария Николаевна и тёща Фелицына Мария Петровна. Прах захоронен на Донском кладбище.
Реабилитирован военной коллегией Верховного суда СССР 14 июля 1956, восстановлен в партии Президиумом ЦК 31 декабря 1957 года.

## Адреса
- Москва, ул. Серафимовича, д. 2 (Дом правительства), кв. 29[1].

## Комментарии
1. ↑  По другим данным — родился в Царёвосанчурске[3][4]; в Казани[5].
2. ↑  По другим данным — служил в царской армии в 1915—1917 годы[3][4].
3. ↑  Представителем ВЦСПС в СТО с мая по октябрь 1921 года был А. А. Андреев[14].
4. ↑  Для укрепления руководства ВЦСПС был создан секретариат из пяти человек (Г. Д. Вейнберг, А. Догадов, Н. Н. Евреинов, И. Акулов, Н. Шверник). Первым секретарём был избран А. Догадов, вторым — И. Акулов[15].
5. ↑  Постановлением Президиума ЦИК СССР были освобождены от обязанностей заместителей председателя ВСНХ В. В. Осинский, А. И. Догадов и М. П. Томский.